# 1846 en Grèce
Chronologie de la Grèce
- 1842
- 1843
- 1844
- 1845
- 1846
- 1847
- 1848
- 1849
- 1850

Cette page concerne les évènements survenus en 1846 en Grèce  :

## Création
- École française d'Athènes
- Place Omónia à Athènes.

## Naissance
- Spiridion-Salvatore-Costantino Buhadgiar, évêque catholique.
- Pétros Kanellídis (el), journaliste.
- Konstantínos Koumoundoúros (el), personnalité politique.
- Geórgios Papavasilíou (el), archéologue.
- Robert Reid (1er comte Loreburn), personnalité politique britannique.
- Konstantínos Sapountzákis, général.

## Décès
- José García de Villalta (es), écrivain espagnol.
- Neófytos Doúkas (el), philosophe.
- Andréas Lóndos, figure de la guerre d'indépendance grecque et personnalité politique.
- Constantin Rodenbach, médecin, écrivain et personnalité politique grec.
- Philippe Auguste Titeux, architecte français.